# Pacsung
Pacsung (egyszerűsített kínai írással: 巴中) prefektúra szintű város Kínában, Szecsuan tartományban. Lakosainak száma 2 712 894 fő (2020).

## Népesség
| 2010 | 3 283 148 |
| 2020 | 2 712 894 |